# زیردریایی ژیمنوت (اس۶۵۵)
زیردریایی ژیمنوت (اس۶۵۵) (به انگلیسی: French submarine Gymnote (S655)) یک زیردریایی بود که طول آن ۸۴٫۰ متر (۲۷۵٫۶ فوت) بود. این زیردریایی در سال ۱۹۶۴ ساخته شد.